# Карциноцитемија
Карциноцитемија, позната и као леукемија ћелија карцинома, је стање у коме су ћелије малигних тумора (рака) нехематопоетског порекла видљиве на брису периферне крви. То је изузетно ретко стање, са само 33 случаја идентификована у литератури од 1960. до 2018. године.
Карциноцитемија се обично јавља секундарно након инфилтрације коштане сржи метастатским карциномом. и има веома лошу прогнозу.

## Историја
Присуство туморских ћелија у периферној крви пацијената оболелих од рака први пут је описано у извештају о једном случају из 1869. године у Медицинском журналу Аустралије.
Термин карциноцитемија први је употребио Роберт Кери 1976. године.
Године 1984. објављен је преглед 10 случајева, у којем се наводи лоша прогноза овог стања.
Ронан Шира и сарадници у свом чланку из 2019. године, наводе да су идентификовали  7 случајева карциноцитемије током 3 године у њиховој установи код 5 жена и 2 мушкарца са средњом старошћу од 57 година. Примарне неоплазме су били:
- карцином дојке (3 случаја),
- карцином  плућа, (2 случаја),
- карцином простате (1 случај),
- карцином  непознатог примарног порекла (1 случај), .

Циркулишуће туморске ћелије су биле повезане са фрагментационом хемолизом (2 случаја), променама еритроцита у аспленици (3 случаја) и експресијом мијелоидног антигена помоћу проточне цитометрије (2 случаја) и најчешће су пронађене на ивици ивици крвног размаза (6 случајева) као појединачне ћелије или у кластерима.

## Етиологија
Механизам карциноцитемије је слабо схваћен. Неки пацијенти са карциноцитемијом показују доказе о оштећењу функције слезине, а сугерисано је да дисфункција ретикулоендотелног система, спречавајући фагоцитозу малигних ћелија, може допринети присуству  ћелија рака у крви.
Најчешћа примарна неоплазма повезана са карциноцитемијом је карцином дојке. Удео циркулишућих метастатских ћелија варира од једне ћелије до 80% циркулишућих ћелија са језгром које опонашају мијелоидну или лимфоидну неоплазму.
Редак случај масивних циркулишућих метастатских ћелија наглашава важност пажљиве диференцијалне дијагнозе како би се направила разлика између карциноцитемије и акутне леукемије или лимфома.

## Клиничка слика
Карциноцитемија се најчешће јавља код рака дојке, праћеног ситноћелијским карциномом плућа, и обично се јавља касно у току тока болести. Тромбоза и дисеминована интраваскуларна коагулација се често јављају у вези са карциноцитемијом.
Количина туморских ћелија у размазу крви може да се креће од 1 до 80 процената укупног броја белих крвних зрнаца, са мањим процентима који су чешћи. Карциноцитемија се разликује од присуства циркулишућих туморских ћелија (ЦТЦ), пошто се ЦТЦ обично јављају у тако малим количинама да се не могу видети на прегледу крвног размаза, што захтева посебне технике за детекцију.

## Дијагноза
Карциноцитемија се може открити рутинским прегледом размаза крви или ручним диференцијалом. Ако је број сумњивих ћелија низак, може се припремити брис од пенастог слоја узорка крви како би се обезбедила концентрација ћелија.
Туморске ћелије у периферној крви могу изгледати слично циркулишућим бластима или ћелијама лимфома.
Карактеристике које помажу у разликовању туморских ћелија од других ћелија укључују:
- њихову веома велику величину,
- зрели нуклеарни хроматински образац,
- вакуолизовану цитоплазму
- тенденцију да се појављују у грудвицама или кластерима, иако неке од ових карактеристика деле мегакариобласти и монобласти.

Туморске ћелије се често налазе на ивици крвног размаза због њихове велике величине, па ово подручје треба детаљно прегледати ако се сумња на карциноцитемију.
Цитохемијско бојење и технике имунохистохемије могу помоћи у одређивању лозе ћелија. Када су имунофенотипизоване проточном цитометријом, ћелије су генерално ЦД45 негативне и могу да експримирају ЦД56, профил који је неспецифичан, али необичан за хематолошке малигне болести. У неким случајевима, резултати проточне цитометрије и ФИСХ могу бити погрешни, јер циркулишуће туморске ћелије могу показати ћелијске маркере и хромозомске абнормалности повезане са хематолошким обољењима.
Преглед коштане сржи је индикован код карциноцитемије да би се боље карактерисале туморске ћелије.

## Диференцијална дијагноза
Карциноцитемија се дуференцијално дијагностички мора разликовати од следећих стања:
- Акутна леукемија

- Циркулишуће незреле ћелије после хемотерапије

- Циркулишуће ендотелне ћелије, мегакариоцити или остеокласти

- Леукемоидна реакција

- Лимфом

## Прогноза
Прогноза карциноцитемије је лоша: прегледом 26 пацијената утврђено је да је 85% умрло у року од 6 месеци од постављања дијагнозе, са просечним временом трајања од 6,1 недеља између дијагнозе и смрти.
У литератури са наводи да је 34,5% пријављених случајева карциноцитемије било повезано са интраваскуларном коагулацијом или тромботичким догађајима, што је довело до смрти.